# جنین پیتش
جنین پیتش (به انگلیسی: Janine Pietsch) (زادهٔ ۳۰ ژوئن ۱۹۸۲) شناگر اهل آلمان است.